# Lunca (gmina)
Lunca – gmina w Rumunii, w okręgu Bihor. Obejmuje miejscowości Briheni, Hotărel, Lunca, Sârbești, Seghiște i Șuștiu. W 2011 roku liczyła 2887 mieszkańców.